# Szegedi Kis István

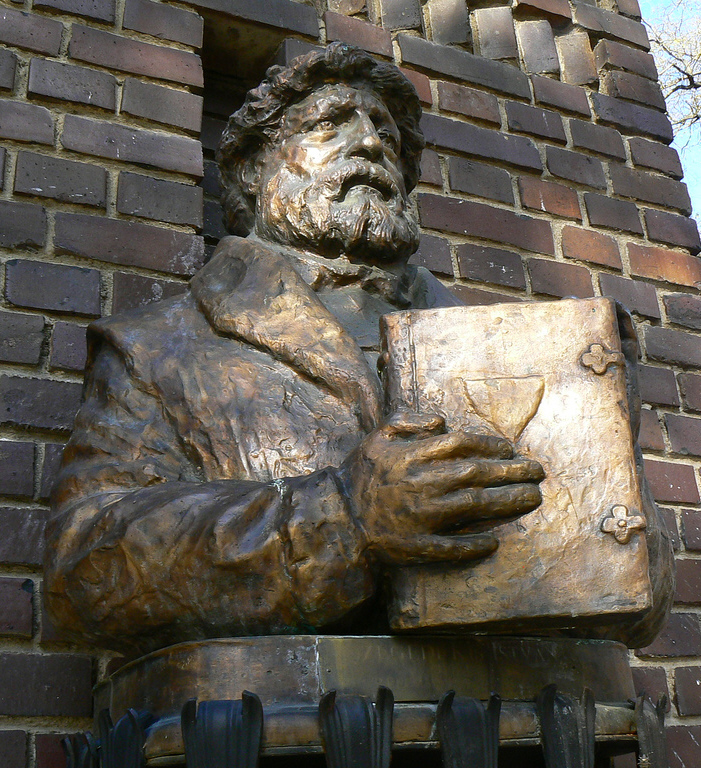
Szegedi Kis István, Lapis András alkotása, 2002

Szegedi Kis István (Szeged?, 1499 körül – Ráckeve, 1572. május 2.) református lelkész, teológus, a Dunamelléki Református Egyházkerület püspöke 1563-tól haláláig.

## Életpályája
Életrajzának első közlője, Skaricza Máté szerint Szegeden született. Gyermekkorában hamar megmutatkozott tehetsége, tanult szülővárosában, majd Lippán és Gyulán. 1535-től Bécsben, 1537 tavaszától pedig Krakkóban tanult, ahol végül segédtanárként is működött, és onnan már mint református tért haza 1540-ben.
1543-ban eljutott Wittenbergbe is, ahol március 22-én iratkozott be az egyetemre, s ahol ugyanakkor tanult Abádi Benedek és Heltai Gáspár is.
Reformátori pályáját Csanádon kezdte el. A templomban és az iskolában is hirdette az új tanokat, és emiatt hamarosan el is üldözték Csanádról, sőt, a legnagyobb bánatára 200 könyvétől is megfosztották. 1545-ben Gyulára hívták, az ottani iskola vezetését bízták rá. Itt könnyebben élhetett, de csak egy évig maradt. 1546-ban Ceglédre került, ahol két és fél évig működött templomban és iskolában, itt is nősült meg 1548-ban.
Ezután egy ideig állás nélkül volt, míg 1549-ben Temesvárra ment tanárnak. Mint ilyen valószínűleg részt vett a Toronyon 1549. és 1550. évben tartott zsinatokon. 1551-ben elüldözték Temesvárról, így előbb Mezőtúron – ahol felesége sírja is található –, majd 1552-ben Békésen kapott lelkészi és tanári hivatalt, ahol hitéért fogságot is szenvedett. Beszédei miatt mindenki ráfigyelt, és az iskolában is korábbi szokása szerint a tanulóknak számos előadást tartott.
1552 végén Békésről Tolnára került, ahol megint leginkább az iskolában működött. 1554 elején Laskóra hívták, és még abban az évben a baranyai kerület szuperintendensévé választották. 1558-ban Kálmáncsára ment lelkésznek, s az ennek a vidékén levő egyházak felett tovább folytatta püspöki tisztét.
1561-ben esett török fogságba, ahonnan először követség útján (egy kristályserlegért cserébe) próbálták kiszabadítani, de végül Mező Ferencné segítségével, 1200 forintért szabadult ki a törökök fogságából 1563-ban. Ekkor egy hosszas körút után került Ráckevére, ahol mint az ottani egyház lelkésze és az alsó-dunamelléki kerület egy részének szuperintendense működött. Itt mindjárt 1564. nagy vitája volt egy Panthanus nevű baráttal, aki szégyennel távozott.
Később az egész egyházkerület az ő keze alá jutott és ott is maradt 1572. május 2-án történt haláláig.
Tanításai kezdetben megmaradtak a lutheri tanok keretei között, 1558-ban azonban tanítványával, Thúri Farkas Pállal együtt a svájci reformáció  tanai mellett állt ki. Megindította azt a folyamatot, amely a református egyház szervezeti önállóságához vezetett.

## Művei
- Assertio Vea De Trinitate Contra quorundam deliramenta quae ex Serveti aliorumque phanaticorum hominum opinionibus nunc primum in quibusdam Hungariae partibus exorta ac publicata sunt. Genevae, 1573 (újabb kiadása. Uo. 1576)
- Speculum Romanorum Pontificum... Uo. 1584 (2. kiadás 1586., 3. k. 1592., 4. k. 1602. Uo.)
- Theologiae Sincerae Loci Communes De Deo Et Homine Perpetuis explicati Tabulis & Scholasticorum Dogmatis illustrati... Basiliae, 1585 (2. kiadás 1588., 3. k. 1593., 4. k. 1599., 5. k. 1608. Uo.)
- Confessio verae fidei de uno vero Deo. Uo. 1588 (előbbi 2-5. kiadásának függeléke)
- Tabulae Analyticae... Schaffhausen, 1592 (2. kiadás London, 1593. 3. k. Basel, 1599., 4. k. 1610. Uo.)
- A tiszta teológia főrészei Istenről és az emberről. Összefüggő táblázatokban magyarázva és a tudósok tanításaival szemléltetve. Fordította, jegyzetekkel ellátta, a filológiai elemzést végezte, az utószót írta Buzogány Dezső. Kiadja az Erdélyi Református Egyházkerület, Kolozsvár, 2022. 580 oldal.

Öt énekét sokáig énekelték a magyar protestáns templomokban, sőt egy ma is előfordul úgy az ev., mint a ref. énekeskönyvekben (Jövel Szentlélek Isten...).

## Emlékezete
- Békésen és Mezőtúron gimnáziumot neveztek el róla.
- 2017 júniusában a reformáció 500. évfordulója alkalmával Szegedi Kis István európai hírű teológusnak, Temesvár reformátorának szobrot állíttattak. A református templompalota falát díszítő Szegedi Kis István bronz mellszobor Lapis András szobrászművész alkotása.[1]